# Ейтан Фокс
Ейтан Фокс (англ. Eytan Fox; 21 серпня 1964, США) — ізраїльський кінорежисер і сценарист.

## Біографія
Народився 21 серпня 1964 року в Нью-Йорк, США в єврейській родині. У віці двох років Фокс переїхав разом з родичами в Ізраїль. Його батько, Сеймур Фокс був консервативним рабином і провідним професором єврейської освіти в Єврейському університеті Єрусалима. Його мати, Сара Камінкер-Фокс була головою єрусалимського міської ради та брала участь в Єрусалимському міському плануванні, обиралася від лівих рухів, вона вперто боролася за мир між ізраїльтянами і палестинцями, допомагаючи жителям Східного Єрусалиму. Фокс був середнім дитиною в сім'ї, має двох братів — Давида і Денні. Батьки розлучилися в 1974 році.
Він виріс в Єрусалимі, кілька років прожив у кібуці, служив в армії і воював під час першого Лівано-Ізраїльського конфлікту. Після цього навчався в Школі Кіно і Телебачення Тель-Авівського університету.

## Особисте життя
Фокс відкритий гей, разом зі своїм партнером Галом Уховскі (його помічником і сценаристом) живе вже понад 20 років. Вони познайомилися на останньому році навчання в Школі Кіно і Телебачення і з тих пір живуть і працюють разом.

## Фільмографія
- 1990 — Час минув / After
- 1994 — Пісня сирени / Shirat Ha'Sirena
- 1997 — Флорентіна / Florentin (телесеріал)
- 1997 — Всім серцем / Ba'al Ba'al Lev
- 2002 — Йоссі і Джаггер / Yossi & Jagger
- 2004 — Прогулянки по воді / Walk on Water
- 2006 — Пузир / The Bubble
- 2009 — Завжди одна мрія / Tamid oto halom (телесеріал)

## Визнання
- 1997 рік. Єрусалимський міжнародний кінофестиваль: «Флорентіна» — Television Drama Award
- 2006 рік. Єврейський кінофестиваль у Вашингтоні: Фокс став першим лауреатом Премії Десятиліття, приз, яким нагороджують режисерів, чиї роботи внесли значний внесок у єврейського кіно протягом як мінімум десяти років.
- 2007 рік. Берлінський Міжнародний Кінофестиваль: фільм Пузир — CICAE Award, Reader Jury of the «Siegessäule».
- 2007 рік. Дурбанський Міжнародний Кінофестиваль: фільм Пузир — Найкращий сценарій.